# Sebastián Domínguez
Sebastián Enrique Domínguez, mais conhecido como Sebastián Domínguez ou Sebá Dominguez (Buenos Aires, Argentina, 29 de julho de 1980), é um ex-futebolista argentino que atuava como zagueiro. Foi comentarista esportivo na ESPN da Argentina e auxiliar técnico. Atualmente está sem clube.
Depois de se aposentar, Domínguez trabalhou como comentarista em programas esportivos de TV antes de ingressar na equipe de Hernán Crespo no Al-Duhail em 2022. Em 5 de abril de 2024, foi nomeado treinador do Tigre.

## Carreira

### Newell's Old Boys
Atuando como zagueiro, começou sua carreira  ao Newell's Old Boys. Sua estreia como profissional no NOB aconteceu no dia 10 de abril de 1999, na derrota da equipe para o Boca Juniors por 1 X 0. Começou a cursar Faculdade de Arquitetura em Buenos Aires, mas teve de parar porque a carreira de jogador impossibilitava fazer o curso. Em 2004, assumiu o posto de capitão e ganhou fama após vencer o Campeonato Argentino nesse mesmo ano sendo, inclusive, cotado para uma convocação para a Seleção Argentina. Marcou dois gols em sua passagem pelo Newell's.

### Corinthians
Foi contratado pelo Corinthians, em 2005, por Kia Joorabchian, chefe da MSI, empresa parceira do clube, passando a atuar no Brasil ao lado de seus conterrâneos Daniel Passarella (treinador), Carlos Tevez e Javier Mascherano e do chileno Johnny Herrera. Domínguez, seus compatriotas e os outros contratados da MSI começaram a ser chamados de Galácticos.
No ano de sua estreia, marcou um gol contra a equipe da Ponte Preta e ajudou o Corinthians a conquistar o Campeonato Brasileiro de 2005. Neste mesmo ano foi vice-campeão paulista. Porém, sofreu uma grave lesão no púbis e teve de passar por uma complicada cirurgia. Ficou afastado dos campos por quase seis meses, voltando a atuar apenas no fim do primeiro semestre de 2006. Durante este período, em dezembro de 2005, o clube argentino River Plate chegou a anunciar oficialmente o interesse por Sebá Domínguez, mas a negociação com o Corinthians não se concretizou. Quando voltou, não só o time estava em crise (devido, principalmente, à briga política entre Kia Joorabchian e o presidente do Corinthians, Alberto Dualib) como também entrou em choque com o treinador Emerson Leão, que teria declarado que não gostava de argentinos. Apesar de ter dito publicamente que queria continuar no Corinthians e de ser bem quisto pela torcida corintiana, Domínguez estava sem espaço no clube.
Todos os gols de Sebá pelo Corinthians:
|    | Data                 | Local                      | Placar | Resultado | Adversário  | Gols | Competição |
| -- | -------------------- | -------------------------- | ------ | --------- | ----------- | ---- | ---------- |
| 1. | 14 de agosto de 2005 | Campinas, Moisés Lucarelli | 5–2    | 5–3       | Ponte Preta | 1    | Brasileiro |

### Estudiantes
Foi negociado, em 2007, com a equipe dos Estudiantes de La Plata, onde tornou-se titular absoluto. Em 9 de setembro de 2007, marcou o seu primeiro primeiro gol pelo Estudiantes na vitória sobre o Racing Club por 2x1. Domínguez estava com dificuldades para renovar seu contrato, pois o preço de seu passe era considerado muito caro pelo clube de La Plata. No final de 2007, novamente o River Plate se interessou por Domínguez. O jogador foi pedido pelo treinador da equipe, Diego Simeone (que foi treinador de Domínguez nos Estudiantes de La Plata). Cogitou-se um novo empréstimo, mas o dono do passe de Domínguez,  o empresário anglo-iraniano Kia Joorabchian, presidente da empresa MSI, não queria saber de empréstimo, apenas de venda.

### América do  México
Acabou transferindo-se para o América do México, que pagou 4 milhões de dólares pelo passe de Domínguez.
Fez sua estreia como titular pelo clube em 3 de janeiro de 2008, na vitória por 1x0 sobre o Monarcas Morelia na disputa da InterLiga, competição pela qual se sagrou campeão e classifica para a Copa Libertadores da América. Na Copa Libertadores da América de 2008, Domínguez e o América conseguiram um honroso terceiro lugar. Apesar dos bons resultados, o clube mexicano colocou o passe de Domínguez à disposição.

### Vélez Sarsfield
Em 17 de novembro de 2008, após negociações com entre o América e os Estudiantes de la Plata, Domínguez retornou à Argentina por 770 mil dólares e, logo em seguida, foi para o Vélez Sarsfield, onde joga atualmente e tornou-se novamente campeão argentino conquistando com seu novo clube o Torneio Clausura de 2009 e de 2011, o Torneio Inicial, de 2012 e a Super Final 2012-13. Em 2014, conquistou a Supercopa Argentina.

### Seleção Argentina
Domínguez foi convocado pela primeira vez para a Seleção Argentina em 31 de agosto de 2009 pelo treinador Diego Maradona e disputou duas partidas pelas Eliminatórias da Copa do Mundo de 2010 contra o Brasil  e o Paraguai. Em 31 de agosto de 2011, voltou a ser convocado pelo treinador Alejandro Sabella para disputar o Superclássico das Américas contra o Brasil. A partida, disputada em 14 de setembro de 2011, terminou em 0x0. No jogo de volta, em 28 de setembro, o Brasil venceu e Domínguez e o restante da equipe ficaram com o vice-campeonato, repetindo a mesma colocação em 2012.

### Auxiliar técnico
Em 2022, Domínguez aceitou o convite de Hernán Crespo para ser seu auxiliar técnico no clube Al-Duhail do Catar.

### Técnico
Em 5 de abril de 2024, é confirmado como técnico do Tigre. Fez sua estreia à frente de sua equipe contra o Platense, na qual a equipe de La Plata venceu por 3x1.

## Títulos

### Jogador
Newell's Old Boys
- Campeonato Argentino: 2004 - Apertura

Corinthians
- Campeonato Brasileiro: 2005

América
- InterLiga: 2008

Vélez Sársfield
- Campeonato Argentino: 2009 - Clausura, 2011 - Clausura, 2012 - Inicial, Super Final 2012-13
- Supercopa Argentina: 2014

### Auxiliar técnico
Al-Duhail
- Qatari Stars Cup: 2022–23
- Copa do Catar: 2022–23
- Liga do Catar: 2022–23

## Campanhas de destaque

### Jogador
Seleção Argentina
- Superclássico das Américas: 2º lugar - 2011, 2012

América
- Copa Libertadores da América: 3º lugar - 2008

Vélez Sársfield
- Copa Libertadores da América: 3º lugar - 2011
- Copa Sul-Americana: 4º lugar - 2011